# César (Caldas de Reyes)
César (llamada oficialmente Santo André de Cesar) es una parroquia del municipio español de Caldas de Reyes, en la provincia de Pontevedra, Galicia.

## Toponimia
La parroquia también es conocida por los nombres de San Andrés de Cesar y San Andrés P. de Cesar.

## Historia
Hacia mediados del siglo XIX, la parroquia, ya por entonces perteneciente a Caldas de Reyes, tenía contabilizada una población de 900 habitantes. Aparece descrito en el sexto volumen del Diccionario geográfico-estadístico-histórico de España y sus posesiones de Ultramar de Pascual Madoz con las siguientes palabras:

CESAR (San Andres de): felig. en la prov. de Pontevedra (3 leg.), part. jud. y ayunt. de Caldas de Reyes (1/2), dióc. de Santiago (5): sit. á las inmediaciones del r. Umia, donde principalmente la combaten los aires del N. y S.; el clima es bastante sano. Tiene 195 casas repartidas en los l. de Aboy, Cesár, Paradibas, Nodar, Reiriz, Requeisada y Segad; y una escuela de primeras letras frecuentada por indeterminado número de niños, cuyo maestro tiene 700 rs. anuales de dotacion. La igl. parr. dedicada á San Andrés está servida por un cura de provision en concurso. Hay tambien en el l. de Nodar una ermita dedicada á la Visitacion de Ntra. Sra. Para surtido del vecindario se encuentran distintas fuentes de buenas aguas. Confina el term. N. felig. de San Clemente de Cesar; E. la de Estacas; S. v. de Caldas, y O. felig. de Sayans; estendiéndose 1/2 leg. escasa de N. á S. y una de E. á O. El terreno participa de monte y llano, y es de mediana calidad; le cruza el mencionado r. Umia que nace á 2 leg. de dist., y en el l. de Paradibas tiene un puente de poca importancia; sin que las aguas de dicho r. puedan aprovechar para el riego por ir muy profundas, y no permitirlo la desigualdad del terreno. Atraviesa por el térm. el camino que desde los Baños de Cuntis va á la v. de Caldas; recibiéndose de esta el correo por peaton. prod.: trigo, centeno, maiz, castañas, lino, vino y frutas: se cria ganado vacuno, de cerda, lanar y cabrio; hay caza de liebres, conejos y perdices, y pesca de anguilas y truchas. ind.: ademas de la agricultura existe una fáb. de papel, y en el l. de Segad muchos molinos harineros. pobl.: 195 vec., 900 alm. contr. con su ayunt. (V.)
(Madoz, 1847, p. 367)

## Organización territorial
La parroquia está formada por ocho entidades de población:
- Aboy (Aboi)
- Aguiúncho (O Aguiúncho)
- Baxe (A Baxe)
- Nodar
- Paradivas
- Reirís[9]
- Requeijada (Requeixada)(A Requeixada)
- Segad	(Segade de Arriba)

## Demografía
| Gráfica de evolución demográfica de César entre 2000 y 2023 |
|                                                             |
| Datos según el nomenclátor publicado por el INE.            |

## Patrimonio
- Iglesia de San Andrés.[8]